# Teodoro Matos Santana
Teodoro Matos Santana (Santos, 22 de octubre de 1946-Ibídem, 12 de junio de 2013) fue un jugador de fútbol profesional brasileño que jugaba en la demarcación de centrocampista.

## Biografía
Teodoro Matos Santana debutó como futbolista profesional con el São José EC en 1965 a los 19 años de edad. Tras un breve paso por el Ferroviária y el Ponte Preta, en 1971 a los 24 años de edad fichó por el São Paulo FC, club de su ciudad natal. Tras cuatro años en el club en los que marcó 4 goles fue cedido al Santos FC en 1975. Tras acabar la temporada volvió a São Paulo durante otras cuatro temporadas. En 1979 fue cedido al Dallas Tornado, equipo estadounidense de fútbol. Jugó cinco partidos con el club, y pasado el año de cesión, Teodoro Matos volvió al club paulista durante una temporada en la que marcó dos goles en 15 partidos jugados. En 1980 volvió en calidad de traspaso al Dallas Tornado, donde se retiró en 1981, coleccionando un total de 303 partidos jugados y 13 goles marcados.
Teodoro Matos Santana falleció a los 66 años de edad en un hospital de Sao Paulo tras sufrir un cáncer de páncreas.

## Clubes
| Club           | País           | Año         |
| -------------- | -------------- | ----------- |
| São José EC    | Brasil         | 1965 - 1968 |
| Ferroviária    | Brasil         | 1968 - 1970 |
| Ponte Preta    | Brasil         | 1970 - 1971 |
| São Paulo FC   | Brasil         | 1971 - 1975 |
| Santos FC      | Brasil         | 1975        |
| São Paulo FC   | Brasil         | 1975 - 1979 |
| Dallas Tornado | Estados Unidos | 1979 - 1980 |
| São Paulo FC   | Brasil         | 1980        |
| Dallas Tornado | Estados Unidos | 1980 - 1981 |

## Palmarés
São Paulo FC
- Campeonato Brasileño de Serie A: 1977
- Campeonato Paulista: 1971, 1975, 1980